# Franjo Fancev
Franjo Fancev (Prodavíz, 1882. szeptember 24. – Zágráb, 1943. március 31.) horvát író, irodalomtörténész, filológus és kritikus volt.

## Élete és pályafutása
A Drávamentén fekvő Prodavízen született 1882. szeptember 24-én. Középiskoláit Belovárban kezdte, majd Zágrábban folytatta, ahol 1902-ben érettségizett. Először Zágrábban, majd Bécsben tanult szláv és romantikus filológiát, ahol 1907-ben doktorált „Beiträge zur serbokroatischen Dialektologie: der kaj-Dialekt von Virje, mit Berücksichtigung der Dialekte Podravina’s” (Adalékok a szerb-horvát dialektológiához: a prodavízi kaj dialektus, a drávamenti dialektusok vonatkozásában) című disszertációjával. Tanulmányai alatt az olasz, a német és a provence-i irodalom iránt érdeklődött. Tanulmányai befejezése után egy évig a belovári reálgimnázium tanára volt, majd 1908-ban a zágrábi Egyetemi Könyvtár kurátorává nevezték ki. 1909-ben professzori vizsgát tett horvátból és franciából, majd az 1914-es habilitációs kollokvium után a horvát nyelv történeti nyelvtana szakdoktorává nevezték ki. Az első világháború után az Egyetemi Könyvtár könyvtárosává és vezetőjévé nevezték ki. Az igazgatói posztot 1919-től töltötte be. 1926-ban a Zágrábi Egyetem Filozófiai Karának rendes tanára lett. 1925-től a Jugoszláv Tudományos és Művészeti Akadémia (JAZU) levelező, 1929-től rendkívüli rendes tagjává, 1940-ben pedig rendes tagjává választották. 1926-tól haláláig a JAZU gazdasági titkára, majd az akadémia házvezetője, a Građe za povijest književnosti Hrvatske irodavezetője és szerkesztője. 1937-től 1939-ig a Horvát Írószövetség elnöke volt. A horvát enciklopédiában a horvát irodalom szakértő szerkesztője volt.

## Irodalmi tevékenysége
Fancev körülbelül 150 tanulmányt, vitairatot és különféle előadásokat, ismertetőket publikált a horvát irodalom és nyelv témakörében. Bécsi diák korában kezdett tudományos munkába, a Jagić-Archívumban közreműködött szülőhelyének, Prodavíz nyelvjárásának dialektológiai tanulmányozásában (1907), majd a horvát irodalomtörténet témakörében folytatott kutatásokat. Ezt a munkát középiskolai tanárként folytatta, különösen azután, hogy az egyetemi könyvtárba került. A horvát reneszánsz előtti irodalom problémáit kutatta, mely során mindig ragaszkodott a levéltári forrásokhoz és dokumentumokhoz. Írt a horvát középkori irodalomról, a protestáns írók nyelvezetéről, a kaj nyelvjárású irodalom kezdeteiről, a horvát nyelvű bibliafordításokról. Első publikált értekezése Szent Cirillről és Metódról szólt (Hrvatske novine, Virje 1905), s ehhez a témához később visszatért, különösen az „O najstarijem bogoslužju u Posavskoj Hrvatskoj” (Horvátországi Szávamente legrégebbi istentiszteletéről) című értekezésében (1925), majd egy terjedelmes tanulmánykötetben. Tárgyalta Horvátország latin emlékeit egyházi irodalomban 14. és 15. században (Latinički spomenici hrvatske crkvene književnosti XIV. i XV. stoljeća), amelyben bemutatta a latin nyelven írt irodalom és a régebbi glagolita emlékek kapcsolatát.
Kutatásának másik területe a horvát nemzeti újjászületés volt a 19. században. Ellentétben azzal a felfogással, hogy az illír mozgalom és a horvát nemzeti ébredés az általános európai nemzeti mozgalmak, különösen a szláv népek nemzeti mozgalmainak része volt, Fancev dokumentumokat közölt azzal a céllal, hogy igazolja azt a „horvát nemzeti ébredés eredetéről” szóló állítást (Građa za povijest knjijetnosti hrvatska, 1933), hogy a horvát újjászületés a 17. század végétől fejlődött, második hulláma pedig az 1832-ben kezdődött illír mozgalom volt. „Jezik hrvatskih protestantskih pisaca XVI. vijeka – Prilog historičkoj gramatici jezika hrvatskoga ili srpskoga” (A horvát protestáns írók nyelvezete - Adalékok a horvát vagy szerb nyelv történeti nyelvtanához) című vitairata a neves horvát filológus, Josip Hamm szerint felülmúlta Milan Rešetarnak a 15. századi tengermelléki szövegek nyelvezetéről szóló tanulmányát, mivel Fancev „tizenhét olyan szövegből merített anyagot, amelyek többsége nem illeszkedett az egyházi szövegek hagyományos keretei közé, hanem ragaszkodott a köznyelvhez, a népnyelvhez”. Fancev ezzel a tanulmánnyal elődje volt mind Ivšićnek a horvát kaj dialektusról szóló áttekintésének (1936), valamint Zvonimir Junkovićnak a kaj dialektusról szóló, Antun Vramac nyelvezetén alapuló diakrónikus értekezésének (1972). Különösen fontosak Fancev vitairatai a horvát protestantizmusról, amelyekben Franjo Bučarral együtt jelentősen hozzájárult a középkori színházi és egyházi előadásokról, valamint a szlavóniai jezsuita irodalomról szóló bibliográfiához.

## Művei
- Ferdo Rusan (1810–1910). O stotoj godišnjici njegova rođenja. Zagreb 1911.
- Jezik hrvatskih protestantskih pisaca XVI vijeka. Prilog historičkoj gramatici jezika hrvatskoga ili srpskoga. Zagreb 1916.
- Isusovci i slavonska knjiga XVIII. stoljeća. Zagreb 1922.
- Hrvatska crkvena prikazanja. Zagreb 1932.
- Uvod (u: Dokumenti za naše podrijetlo Hrvatskoga preporoda. Građa za povijest književnosti hrvatske, 1933, br. 12).
- Nova poezija Splićanina Marka Marulića. Rad JAZU, 1933, br. 245.
- Latinički spomenici hrvatske crkvene književnosti 14. i 15. v. i njihov odnos prema crkvenoslovenskoj književnosti hrvatske glagolske crkve (u: Vatikanski hrvatski molitvenik i Dubrovački psaltir, dva latinicom pisana spomenika hrvatske proze 14. i 15. vijeka. Zagreb 1934).
- Hrvatska dobrovolja u popijevkama, zdravicama i napitnicama prošlih vjekova. Zagreb 1937.